# 훈야노 미야타마로
훈야노 미야타마로(일본어: 文室 宮田麻呂)는 헤이안시대 초기의 귀족이다. 대납언 훈야노 키요미의 손자, 비젠국수 미모로노 오오하라의 6남. 관위는 종5위상 치쿠젠국수.
순화조 천장 3년(서기력 826년) 종6위하에서 2위계 승진하여 종5위하에 서작되었다.
인묘조 승화 6년(서기력 839년) 종5위상을 서위받고 이듬해인 승화 7년(서기력 840년) 4월 치쿠젠국수로 임명되었으나 승화 8년(서기력 841년) 정월까지 관직이 해직되었다.
그 사이였던 승화 7년 12월(양력 841년 1월), 신라의 장보고가 특산품을 일본 조정에 진상할 목적으로 사인(使人)을 대재부에 파견했다. 그러나 일본 조정에서는 타국의 신하의 공진을 안이하게 받아들일 수 없다며 진상품인 말안장을 반환하라는 명을 내렸다. 이 때 미야타마로는 장보고에게 후토오리(絁, 일본 특산의 견직물)를 주고 당나라의 물산을 얻으려 했던 것 같다. 그러나 동년 11월 장보고가 서거함으로 인해 실패했다. 그 뒤 승화 8년(서기력 841년) 도래한 신라의 회역사 이충(李忠)이 가져온 화물에 대하여, 미야타마로가 이충은 장보고의 사인이라는 핑계로 화물을 몰수했다. 그러나 승화 9년(서기력 842년) 미야타마로가 화물을 몰수한 것이 조정에 발각되어, 대재부 관인의 손으로 화물이 이충에게 반환되었다.
승화 10년(서기력 843년), 미야타마로는 산위 종5위상의 관위에 있었다. 그런데 그의 종자인 陽侯氏雄가 미야타마로가 모반을 도모하고 있다고 고발하여 미야타마로는 좌위문부에 투옥되었다. 이어서 조정에서 칙사로 파견된 좌중변 요시미네노 이타비, 우중변 토모노 나리마스, 소납언 키요타키노 카와네, 좌병위대위 후지와라노 나오미치 등이 헤이안쿄와 난바의 저택에서 무기를 압수했다. 참의 시게노노 사다누시, 좌위문좌 후지와라노 오카오가 심문한 결과, 미야타마로는 모반죄로 참형에 해당하지만 관위를 1등 깎는 대신 이즈국으로 유형을 보내는 것으로 되었다. 마찬가지로 그의 아들 타다모토(사도국)・야스츠네(토사국), 종자 和邇部福長(에치고국)・井於枚麿(이즈모국), 승려 신예(이즈모국) 등도 줄줄이 유형에 처해졌다. 고발한 陽侯氏雄는 상으로 특별히 대초위하 치쿠젠권소목에 서임되었다.
미야마타로가 이렇게 모반죄를 뒤집어쓰고 추국당한 사정은 분명하지 않다. 승화 9년(서기력 842년) 발생한 같은 문중의 훈야노 아키츠가 연루된 승화의 변의 영향을 받았다는 설, 전술한 신라와의 무역문제가 관계가 있다는 설, 후지와라 북가가 세토내해 교역활동의 독점을 도모하는 가운데 국제교역에까지 활동범위를 갖고 있던 미야마타로를 위협으로 여기고 말살했다는 설 등이 있다. 841년 미야마타로가 신라의 화물을 몰수한 사건 역시 율령국가에서 사치품의 확보는 정치적 권위와 연결되는 것이었다는 점에서 승화의 변을 예고하는 중앙정치에서의 권력투쟁과 결부되어 해석되기도 한다. 이런 측면에서 해석하자면 미야마타로의 숙청은 그의 신라 측 거래처였던 장보고가 신라 중앙정치에 관여하려다 숙청된 것과 유사한 면이 있다. 
이후 『육국사』에 미야타마로에 관한 기사는 없고, 귀양지에서 죽었으리라 생각되지만 상세는 분명치 않다. 이후 미야타마로는 억울하게 죄를 받았다고 여겨져 정관 5년(서기력 863년) 신센원의 위령회에서 위령했다. 같은 해, 과거 미야타마로가 오미국에 소유하고 있던 집 10구, 토지 15정, 논 35정이 칙명으로 조간사에 시주되었다.

## 참고 자료
- 田中史生「承和期前後の国際交易―張宝高・文室宮田麻呂・円仁とその周辺―」『承和期前後の国際交易』入唐求法巡礼行記研究会、2004年
- 森田悌『続日本後紀 （下）』（講談社学術文庫、2010年)
- 宝賀寿男『古代氏族系譜集成』（古代氏族研究会、1986年） ※ 系譜セクションの出典